# Monika Vogelsang
Monika Vogelsang er en tysk stumfilm fra 1920 af Rudolf Biebrach.

## Medvirkende
- Henny Porten som Monica Vogelsang
- Paul Hartmann som Amadeo Vaselli
- Ernst Deutsch som Johannes Walterspiel
- Gustav Botz som Jacobus Martinus Vogelsang
- Elsa Wagner som Ursula Schwertfeger
- Julius Sachs som Giacomo Vaselli, Monikas Lehrer
- Ilka Grüning som Witwe Walterspiel
- Wilhelm Diegelmann som Erzbischof Josephus Hammerschid
- Max Maximilian
- Wilhelm Schmidt